# R. Paul Scofield
Richard Paul Scofield (* 4. Dezember 1966), meist als R. Paul Scofield zitiert, ist ein neuseeländischer Ornithologe und Paläontologe. Seine Forschungsschwerpunkte sind rezente Meeresvögel und Küstenvögel sowie die fossile Avifauna Australiens und Neuseelands.

## Leben
Scofield ist der Sohn von Elizabeth „Liffy“ Scofield (* 1935), nach der er 2018 die fossile Kiebitzart Vanellus liffyae aus dem Pliozän benannte. 1984 schrieb er sich für ein Studium der Biowissenschaften an der University of Auckland ein, das er 1987 mit dem Bachelor of Science abschloss. 1989 erlangte er mit der Dissertation Breeding Biology and Conservation of the Black Petrel (Procellaria Parkinson) on Great Barrier Island an derselben Universität einen Masterabschluss mit Auszeichnung (MSc (Hons)). Im August 1998 begann er ein Doktoratsstudium an der University of Otago, wo er 2001 er mit der Dissertation Sooty Shearwater (Puffinus griseus) Survival in Unharvested Populations zum Ph.D. promoviert wurde. Von August 2001 bis Juni 2003 war Scofield Sammlungsmanager am Canterbury Museum in Christchurch. Anschließend wurde er Kurator und seit August 2012 ist er leitender Kurator. Seit April 2015 ist er außerordentlicher Professor an der Abteilung für Geowissenschaften der University of Canterbury. 
Scofield begann seine Karriere mit der Erforschung der Biologie rezenter Seevögel, konzentriert sich jedoch gegenwärtig hauptsächlich auf die Untersuchung der Vorgeschichte und Paläobiologie der Avifauna Neuseelands. Er hat eine umfangreiche Veröffentlichungs- und Präsentationsbilanz auf diesem Gebiet. Seine Forschungsprogramme untersuchen die Beziehungen und Ursprünge der paläozänen Meeresvogelfauna von Waipara in der Region Canterbury in Zusammenarbeit mit Vanesa L. De Pietri an der University of Canterbury, die Beschreibung und phylogenetischen Beziehungen der miozänen Saint Bathans Fauna von Otago, Neuseeland, in Zusammenarbeit mit Vanesa L. De Pietri und Trevor H. Worthy an der Flinders University in Adelaide, Australien sowie die phylogenetischen Beziehungen der holozänen Vögel Neuseelands unter Verwendung von Integration von molekularen und morphologischen Techniken.
Darüber hinaus arbeitet er an mehreren Projekten zur Paläobiologie von Vögeln in Neuseeland mit Forschern zusammen, die molekulare Daten zur Untersuchung verschiedener Aspekte verwenden.
2009 verfasste Scofield das Kapitel Procellariform extinctions in the Holocene: threat processes and wider ecosystem-scale implications im Buch Holocene Extinctions von Samuel T. Turvey. Im selben Jahr steuerte er das Kapitel über die Lappenvögel (Callaeatidae) im 14. Band des Handbook of the Birds of the World bei. 2013 veröffentlichte er das Bücher Albatrosses, Petrels and Shearwaters of the World sowie Birds of New Zealand: A Photographic Guide. Zudem war er Mitarbeiter bei der Schrift Conservation status of New Zealand birds, 2012.

## Erstbeschreibungen von R. Paul Scofield
- Manuherikia douglasi, 2008
- Rupephaps taketake, 2009
- Waitaha-Pinguin (Megadyptes waitaha), 2009
- Megalapterygidae, 2009
- Kuiornis indicator, 2010
- Matuku otagoense, 2010
- Palaelodus aotearoa, 2010
- Aptornis proasciarostratus, 2011
- Nelepsittacus daphneleeae, 2011
- Nelepsittacus donmertoni, 2011
- Nelepsittacus minimus, 2011
- Genucrassum bransatensis, 2013
- Pikaihao bartlei, 2013
- Proapteryx micromeros, 2013
- Australornis lovei, 2014
- Chatham-Kaka (Nestor chathamensis), 2014
- Hakawai melvillei, 2015
- Hakawaiidae, 2015
- Chionoides australiensis, 2016
- Neilus sansomae, 2016
- Wilaru prideauxi, 2016
- Chelonoidis marcanoi, 2017
- Deliaphaps zealandiensis, 2017
- Kumimanu biceae, 2017
- Leucocarbo septentrionalis, 2017
- Litorallus livezeyi, 2018
- Muriwaimanu, 2018
- Priscaweka parvales, 2018
- Sequiwaimanu rosieae, 2018
- Vanellus liffyae, 2018
- Vulcanops jennyworthyae, 2018
- Heracles inexpectatus, 2019
- Protodontopteryx ruthae, 2019
- Kupoupou stilwelli, 2019
- Proardea deschutteri, 2019
- Crossvallia waiparensis, 2020
- Eudyptes atatu, 2020
- Henderson-Strandläufer (Prosobonia sauli), 2020
- Manuherikia primadividua, 2021
- Aegotheles zealandivetus, 2022
- Notochen bannockburnensis, 2022
- Zealandornis relictus, 2022
- Zealandornithidae, 2022
- Murgonornis archeri, 2023
- Clymenoptilon novaezealandicum, 2023
- Australarus bakeri, 2025
- Miolarus rectirostrum, 2025